# Rue Descartes (Nantes)
Pour les articles homonymes, voir Rue Descartes.
La rue Descartes est une voie nantaise.

## Situation et accès
Située dans le centre-ville de Nantes, longue de seulement 220 mètres, elle est constituée de deux sections rectilignes d'égale longueur ; elle commence perpendiculairement au boulevard Gabriel-Guist'hau, croise la rue Deshoulières et longe l'ancienne maison d'arrêt jusqu'à l'angle nord-est de la place Aristide-Briand.

## Origine du nom
La rue rend hommage au philosophe René Descartes, fils de Joachim Descartes qui fut conseiller au parlement de Bretagne à Rennes, et qui se marie, en secondes noces, en 1599 ou 1600, avec Jeanne Morin, fille de Jean Morin de La Sorinière, qui fut maire de Nantes en 1571-1572, au château de Chavagne, à Sucé-sur-Erdre, en 1571, propriété de Jean Morin,.

## Historique
Commencée vers 1826, la rue est prolongée en 1851-1853, puis en 1868.
Son nom actuel lui est attribué par délibération du conseil municipal, le 18 août 1874.
La partie orientale de l'artère est bordée par deux bâtiments liés par le passé à l'activité de l'ancien palais de justice situé sur la place Aristide-Briand et transformé depuis 2012 en hôtel Radisson Blu :

## Bâtiments remarquables et lieux de mémoire
- La caserne de gendarmerie « Lafayette » a été réhabilitée depuis 2015 en centre de remise en forme accompagné d'une soixantaine d'appartements et de locaux commerciaux[3].
- La maison d'arrêt (œuvre de Joseph-Fleury Chenantais), ouverte en 1869, attenante à l'hôtel. Cette prison a définitivement fermé ses portes le 2 juin 2012 ; tous les services sont transférés dans un nouvel établissement, au nord-est de la ville. Les 10,4 ha sont devenus propriété de la SOVAFIM, puis par l'Agence foncière de Loire-Atlantique, dans l'attente de faire l'objet d'un appel d'offres auprès de promoteurs. Un appel d'offres pour la construction de 160 logements (dont 50 % de logements sociaux) et de commerces est engagé en 2015[4],[5]. Le caractère historique du site impose de conserver quelques éléments architecturaux comme le porche, la cour pavée et les anciens bâtiments du greffe situés à l'extrémité est de la rue. Le projet inclut un équipement petite enfance de 40 places, un parking public souterrain de 252 places, plus 147 réservées aux habitants et un café-théâtre de 250 places aménagé dans l'ancien bâtiment du greffe. La date de fin des travaux prévue en 2019-2020[6].

En 2018, lors de travaux, l'existence d'un tunnel entre l'ancienne prison située rue Descartes et l'ancien palais de justice est confirmée. Ce tunnel permettait de faciliter le transport des justiciables entre la prison et le tribunal.

### Sources
- Édouard Pied, Notices sur les rues de Nantes, A. Dugas, 1906, 107 p., p. 90.
- Stéphane Pajot, Nantes histoire de rues, Les Sables d'Olonne, d'Orbestier, 2010, 215 p. (ISBN 978-2-84238-126-4).